# Урски залив
Урски залив (рус. Губа Ура) већи је залив фјордовског типа у западном делу Мурманске обале, у акваторији Баренцовог мора. Залив се налази на подручју Мурманске области Русије. Административно је подељен између ЗАТО Видјајево и Кољског рејона.
Максимална дужина залива је до 22 километра, ширина до 9,5 километара и дубина до 256 метара. Залив се налази на око 9 километара западно од великог Кољског фјорда. У залив се улива неколико река, а највеће међу њима су Ура и Урица. У заливској акваторији налазе се бројна мања острва, а његово највеће острво је Шалим и оно дели залив на два дела − источни и западни. Западни рукавац је знатно шири у односу на источни. Западне и источне обале су доста високе и стеновите, док је јужна обала залива знатно нижа.
На обали залива данас се налазе насеља Видјајево и Ура Губа.
У источном делу залива, на подручју мањег секундарног Кислогубског залива налази се Кислогубска електрана, једина плимска електрана у Русији. Урски залив је данас база за руске нуклеарне подморнице Северне флоте.